# لعڭاڭشة
لعڭاڭشة هي قرية مغربية غرب المملكة. تنتمي لعڭاڭشة لإقليم سيدي بنور. تضم هذه القرية 14.313 نسمة (إحصاء 2004).